# Coppa Italia di Serie B 2018-2019 (calcio a 5)
La Coppa Italia di Serie B 2018-2019 è stata la 21ª edizione della Coppa Italia di categoria. La competizione ha preso avvio il 29 settembre 2018, per concludersi il 10 marzo 2019. Alla competizione prendono parte tutte le società iscritte al campionato di Serie B.

## Formula
Il torneo si articola in tre turni preliminari e la final eight. Al primo turno accedono tutte le 96 squadre iscritte al campionato nazionale di Serie B che vengono divise in 32 triangolari seguendo i gironi di campionato, accedono al turno successivo le vincenti dei rispettivi raggruppamenti. Il secondo e il terzo turno si svolgono ad eliminazione diretta, sempre tra squadre dello stesso girone. Le 8 squadre rimaste parteciperanno alla final eight in sede unica.

## Primo turno

### Regolamento
Si qualificano al secondo turno le 32 vincenti di ogni triangolare. La squadra che riposa nella prima giornata è stata determinata per sorteggio, così come la squadra che disputa la prima gara in trasferta; nella seconda giornata riposa la squadra che avrà vinto la prima gara o, in caso di parità, quella che avrà disputato la prima gara in trasferta; nella terza giornata si svolge la gara fra le due squadre che non si sono incontrate in precedenza. Per determinare la squadra vincente si tiene conto, nell'ordine: dei punti ottenuti negli incontri disputati; della migliore differenza reti; del maggior numero di reti segnate. Persistendo ulteriore parità o nella ipotesi di completa parità tra le tre squadre la vincente è determinata per sorteggio. Gli incontri dei triangolari sono in programma il 29 settembre, il 3 ottobre e il 7 novembre.

### Girone A

#### Triangolare 1
| Squadra    | P.ti | G | V | N | P | GF | GS | DR  |
| ---------- | ---- | - | - | - | - | -- | -- | --- |
| Aosta      | 6    | 2 | 2 | 0 | 0 | 18 | 6  | +12 |
| Savigliano | 3    | 2 | 1 | 0 | 1 | 5  | 15 | -10 |
| Carmagnola | 0    | 2 | 0 | 0 | 2 | 8  | 10 | -2  |

| Squadra 1   | Risultato   | Squadra 2   |
| 1ª giornata | 1ª giornata | 1ª giornata |
| ----------- | ----------- | ----------- |
| Aosta       | 6 - 5       | Carmagnola  |
| 2ª giornata |             |             |
| Carmagnola  | 3 - 4       | Savigliano  |
| 3ª giornata |             |             |
| Savigliano  | 1 - 12      | Aosta       |

#### Triangolare 3
| Squadra        | P.ti | G | V | N | P | GF | GS | DR  |
| -------------- | ---- | - | - | - | - | -- | -- | --- |
| Bergamo        | 6    | 2 | 2 | 0 | 0 | 18 | 4  | +14 |
| Saints Pagnano | 3    | 2 | 1 | 0 | 1 | 9  | 7  | +2  |
| Domus Bresso   | 0    | 2 | 0 | 0 | 2 | 1  | 17 | -16 |

| Squadra 1      | Risultato   | Squadra 2      |
| 1ª giornata    | 1ª giornata | 1ª giornata    |
| -------------- | ----------- | -------------- |
| Saints Pagnano | 6 - 0       | Domus Bresso   |
| 2ª giornata    |             |                |
| Domus Bresso   | 1 - 11      | Bergamo        |
| 3ª giornata    |             |                |
| Bergamo        | 7 - 3       | Saints Pagnano |

#### Triangolare 2
| Squadra    | P.ti | G | V | N | P | GF | GS | DR  |
| ---------- | ---- | - | - | - | - | -- | -- | --- |
| Pavia      | 6    | 2 | 2 | 0 | 0 | 9  | 4  | +5  |
| Fossano    | 3    | 2 | 1 | 0 | 1 | 14 | 4  | +10 |
| Avis Isola | 0    | 2 | 0 | 0 | 2 | 1  | 16 | -15 |

| Squadra 1   | Risultato   | Squadra 2   |
| 1ª giornata | 1ª giornata | 1ª giornata |
| ----------- | ----------- | ----------- |
| Avis Isola  | 1 - 5       | Pavia       |
| 2ª giornata |             |             |
| Fossano     | 11 - 0      | Avis Isola  |
| 3ª giornata |             |             |
| Pavia       | 4 - 3       | Fossano     |

#### Triangolare 4
| Squadra        | P.ti | G | V | N | P | GF | GS | DR |
| -------------- | ---- | - | - | - | - | -- | -- | -- |
| Real Cornaredo | 6    | 2 | 2 | 0 | 0 | 9  | 5  | +4 |
| Videoton Crema | 3    | 2 | 1 | 0 | 1 | 10 | 8  | +2 |
| Lecco          | 0    | 2 | 0 | 0 | 2 | 4  | 10 | -6 |

| Squadra 1      | Risultato   | Squadra 2      |
| 1ª giornata    | 1ª giornata | 1ª giornata    |
| -------------- | ----------- | -------------- |
| Lecco          | 2 - 3       | Real Cornaredo |
| 2ª giornata    |             |                |
| Videoton Crema | 7 - 2       | Lecco          |
| 3ª giornata    |             |                |
| Real Cornaredo | 6 - 3       | Videoton Crema |

### Girone B

#### Triangolare 1
| Squadra | P.ti | G | V | N | P | GF | GS | DR |
| ------- | ---- | - | - | - | - | -- | -- | -- |
| Imolese | 6    | 2 | 1 | 0 | 0 | 14 | 5  | +9 |
| Cornedo | 3    | 2 | 1 | 0 | 1 | 11 | 11 | 0  |
| Vicenza | 0    | 2 | 0 | 0 | 2 | 8  | 17 | -9 |

| Squadra 1   | Risultato   | Squadra 2   |
| 1ª giornata | 1ª giornata | 1ª giornata |
| ----------- | ----------- | ----------- |
| Imolese     | 8 - 3       | Vicenza     |
| 2ª giornata |             |             |
| Vicenza     | 5 - 9       | Cornedo     |
| 3ª giornata |             |             |
| Cornedo     | 2 - 6       | Imolese     |

#### Triangolare 3
| Squadra         | P.ti | G | V | N | P | GF | GS | DR |
| --------------- | ---- | - | - | - | - | -- | -- | -- |
| Fenice          | 6    | 2 | 2 | 0 | 0 | 11 | 4  | +7 |
| Vicinalis       | 3    | 2 | 1 | 0 | 1 | 8  | 8  | 0  |
| Città di Mestre | 0    | 2 | 0 | 0 | 2 | 1  | 8  | -7 |

| Squadra 1       | Risultato   | Squadra 2       |
| 1ª giornata     | 1ª giornata | 1ª giornata     |
| --------------- | ----------- | --------------- |
| Vicinalis       | 4 - 1       | Città di Mestre |
| 2ª giornata     |             |                 |
| Città di Mestre | 0 - 4       | Fenice          |
| 3ª giornata     |             |                 |
| Fenice          | 7 - 4       | Vicinalis       |

#### Triangolare 2
| Squadra | P.ti | G | V | N | P | GF | GS | DR |
| ------- | ---- | - | - | - | - | -- | -- | -- |
| Sedico  | 4    | 2 | 1 | 1 | 0 | 7  | 4  | +3 |
| Atesina | 3    | 2 | 1 | 0 | 1 | 8  | 9  | -1 |
| Belluno | 1    | 1 | 0 | 1 | 1 | 4  | 6  | -2 |

| Squadra 1   | Risultato   | Squadra 2   |
| 1ª giornata | 1ª giornata | 1ª giornata |
| ----------- | ----------- | ----------- |
| Atesina     | 5 - 3       | Belluno     |
| 2ª giornata |             |             |
| Belluno     | 1 - 1       | Sedico      |
| 3ª giornata |             |             |
| Sedico      | 6 - 3       | Atesina     |

#### Triangolare 4
| Squadra      | P.ti | G | V | N | P | GF | GS | DR |
| ------------ | ---- | - | - | - | - | -- | -- | -- |
| Maccan Prata | 6    | 2 | 2 | 0 | 0 | 8  | 3  | +5 |
| Pordenone    | 3    | 2 | 1 | 0 | 1 | 8  | 8  | 0  |
| Altamarca    | 0    | 2 | 0 | 0 | 2 | 6  | 11 | -5 |

| Squadra 1    | Risultato   | Squadra 2    |
| 1ª giornata  | 1ª giornata | 1ª giornata  |
| ------------ | ----------- | ------------ |
| Altamarca    | 5 - 6       | Pordenone    |
| 2ª giornata  |             |              |
| Maccan Prata | 5 - 1       | Altamarca    |
| 3ª giornata  |             |              |
| Pordenone    | 2 - 3       | Maccan Prata |

### Girone C

#### Triangolare 1
| Squadra        | P.ti | G | V | N | P | GF | GS | DR  |
| -------------- | ---- | - | - | - | - | -- | -- | --- |
| Città di Massa | 6    | 2 | 2 | 0 | 0 | 19 | 1  | +18 |
| Montecalvoli   | 3    | 2 | 0 | 0 | 1 | 8  | 3  | +5  |
| Elba '97       | 0    | 2 | 0 | 0 | 2 | 0  | 23 | +23 |

| Squadra 1      | Risultato   | Squadra 2      |
| 1ª giornata    | 1ª giornata | 1ª giornata    |
| -------------- | ----------- | -------------- |
| Elba '97       | 0 - 7       | Montecalvoli   |
| 2ª giornata    |             |                |
| Città di Massa | 16 - 0      | Elba '97       |
| 3ª giornata    |             |                |
| Montecalvoli   | 1 - 3       | Città di Massa |

#### Triangolare 3
| Squadra       | P.ti | G | V | N | P | GF | GS | DR  |
| ------------- | ---- | - | - | - | - | -- | -- | --- |
| Sangiovannese | 6    | 2 | 2 | 0 | 0 | 16 | 6  | +10 |
| Poggibonsese  | 3    | 2 | 1 | 0 | 1 | 11 | 12 | -1  |
| Mattagnanese  | 0    | 2 | 0 | 0 | 2 | 4  | 13 | -9  |

| Squadra 1     | Risultato   | Squadra 2     |
| 1ª giornata   | 1ª giornata | 1ª giornata   |
| ------------- | ----------- | ------------- |
| Sangiovannese | 9 - 5       | Poggibonsese  |
| 2ª giornata   |             |               |
| Poggibonsese  | 6 - 3       | Mattagnanese  |
| 3ª giornata   |             |               |
| Mattagnanese  | 1 - 7       | Sangiovannese |

#### Triangolare 2
| Squadra           | P.ti | G | V | N | P | GF | GS | DR |
| ----------------- | ---- | - | - | - | - | -- | -- | -- |
| Bagnolo           | 6    | 2 | 2 | 0 | 0 | 7  | 4  | +3 |
| OR Reggio Emilia  | 3    | 2 | 1 | 0 | 1 | 6  | 5  | +1 |
| Athletic Chiavari | 0    | 2 | 0 | 0 | 2 | 3  | 7  | -4 |

| Squadra 1         | Risultato   | Squadra 2         |
| 1ª giornata       | 1ª giornata | 1ª giornata       |
| ----------------- | ----------- | ----------------- |
| Athletic Chiavari | 1 - 4       | OR Reggio Emilia  |
| 2ª giornata       |             |                   |
| Bagnolo           | 3 - 2       | Athletic Chiavari |
| 3ª giornata       |             |                   |
| OR Reggio Emilia  | 2 - 4       | Bagnolo           |

#### Triangolare 4
| Squadra               | P.ti | G | V | N | P | GF | GS | DR |
| --------------------- | ---- | - | - | - | - | -- | -- | -- |
| Pro Patria San Felice | 6    | 2 | 2 | 0 | 0 | 8  | 5  | +3 |
| Sant'Agata            | 3    | 2 | 1 | 0 | 1 | 8  | 8  | 0  |
| TS Cesena             | 0    | 2 | 0 | 0 | 2 | 5  | 8  | -3 |

| Squadra 1             | Risultato   | Squadra 2             |
| 1ª giornata           | 1ª giornata | 1ª giornata           |
| --------------------- | ----------- | --------------------- |
| Sant'Agata            | 3 - 5       | Pro Patria San Felice |
| 2ª giornata           |             |                       |
| TS Cesena             | 3 - 5       | Sant'Agata            |
| 3ª giornata           |             |                       |
| Pro Patria San Felice | 3 - 2       | TS Cesena             |

### Girone D

#### Triangolare 1
| Squadra    | P.ti | G | V | N | P | GF | GS | DR |
| ---------- | ---- | - | - | - | - | -- | -- | -- |
| Real Dem   | 6    | 2 | 2 | 0 | 0 | 11 | 6  | +5 |
| CUS Ancona | 1    | 2 | 0 | 1 | 1 | 5  | 7  | -2 |
| Askl       | 1    | 2 | 0 | 1 | 1 | 5  | 8  | -3 |

| Squadra 1   | Risultato   | Squadra 2   |
| 1ª giornata | 1ª giornata | 1ª giornata |
| ----------- | ----------- | ----------- |
| CUS Ancona  | 3 - 5       | Real Dem    |
| 2ª giornata |             |             |
| Askl        | 2 - 2       | CUS Ancona  |
| 3ª giornata |             |             |
| Real Dem    | 6 - 3       | Askl        |

#### Triangolare 3
| Squadra         | P.ti | G | V | N | P | GF | GS | DR |
| --------------- | ---- | - | - | - | - | -- | -- | -- |
| Buldog Lucrezia | 6    | 2 | 2 | 0 | 0 | 9  | 5  | +4 |
| Vis Gubbio      | 3    | 2 | 1 | 0 | 1 | 5  | 6  | -1 |
| Gadtch 2000     | 0    | 2 | 0 | 0 | 2 | 8  | 11 | -3 |

| Squadra 1       | Risultato   | Squadra 2       |
| 1ª giornata     | 1ª giornata | 1ª giornata     |
| --------------- | ----------- | --------------- |
| Buldog Lucrezia | 3 - 0       | Vis Gubbio      |
| 2ª giornata     |             |                 |
| Vis Gubbio      | 5 - 3       | Gadtch 2000     |
| 3ª giornata     |             |                 |
| Gadtch 2000     | 5 - 6       | Buldog Lucrezia |

#### Triangolare 2
| Squadra   | P.ti | G | V | N | P | GF | GS | DR |
| --------- | ---- | - | - | - | - | -- | -- | -- |
| Eta Beta  | 4    | 2 | 1 | 1 | 0 | 8  | 7  | +1 |
| Faventia  | 4    | 2 | 1 | 1 | 0 | 6  | 5  | +1 |
| Corinaldo | 0    | 2 | 0 | 0 | 2 | 4  | 6  | -2 |

| Squadra 1   | Risultato   | Squadra 2   |
| 1ª giornata | 1ª giornata | 1ª giornata |
| ----------- | ----------- | ----------- |
| Faventia    | 2 - 1       | Corinaldo   |
| 2ª giornata |             |             |
| Corinaldo   | 3 - 4       | Eta Beta    |
| 3ª giornata |             |             |
| Eta Beta    | 4 - 4       | Faventia    |

#### Triangolare 4
| Squadra         | P.ti | G | V | N | P | GF | GS | DR |
| --------------- | ---- | - | - | - | - | -- | -- | -- |
| CUS Molise      | 4    | 2 | 1 | 1 | 0 | 7  | 6  | +1 |
| Città di Chieti | 2    | 2 | 0 | 2 | 0 | 6  | 6  | 0  |
| Chaminade       | 1    | 2 | 0 | 1 | 1 | 4  | 5  | -1 |

| Squadra 1       | Risultato   | Squadra 2       |
| 1ª giornata     | 1ª giornata | 1ª giornata     |
| --------------- | ----------- | --------------- |
| Città di Chieti | 2 - 2       | Chaminade       |
| 2ª giornata     |             |                 |
| CUS Molise      | 4 - 4       | Città di Chieti |
| 3ª giornata     |             |                 |
| Chaminade       | 2 - 3       | CUS Molise      |

### Girone E

#### Triangolare 1
| Squadra          | P.ti | G | V | N | P | GF | GS | DR |
| ---------------- | ---- | - | - | - | - | -- | -- | -- |
| Active Network   | 6    | 2 | 2 | 0 | 0 | 13 | 5  | +8 |
| Sporting Juvenia | 3    | 2 | 1 | 0 | 1 | 6  | 5  | -1 |
| Foligno          | 0    | 2 | 0 | 0 | 2 | 6  | 15 | -9 |

| Squadra 1        | Risultato   | Squadra 2        |
| 1ª giornata      | 1ª giornata | 1ª giornata      |
| ---------------- | ----------- | ---------------- |
| Foligno          | 2 - 5       | Sporting Juvenia |
| 2ª giornata      |             |                  |
| Active Network   | 10 - 4      | Foligno          |
| 3ª giornata      |             |                  |
| Sporting Juvenia | 1 - 3       | Active Network   |

#### Triangolare 3
| Squadra      | P.ti | G | V | N | P | GF | GS | DR  |
| ------------ | ---- | - | - | - | - | -- | -- | --- |
| Italpol Roma | 6    | 2 | 2 | 0 | 0 | 24 | 2  | +22 |
| Aemme Savio  | 3    | 2 | 1 | 0 | 1 | 16 | 8  | +8  |
| Roma Futsal  | 0    | 2 | 0 | 0 | 2 | 2  | 32 | -30 |

| Squadra 1    | Risultato   | Squadra 2    |
| 1ª giornata  | 1ª giornata | 1ª giornata  |
| ------------ | ----------- | ------------ |
| Aemme Savio  | 15 - 1      | Roma Futsal  |
| 2ª giornata  |             |              |
| Roma Futsal  | 1 - 17      | Italpol Roma |
| 3ª giornata  |             |              |
| Italpol Roma | 7 - 1       | Aemme Savio  |

#### Triangolare 2
| Squadra           | P.ti | G | V | N | P | GF | GS | DR |
| ----------------- | ---- | - | - | - | - | -- | -- | -- |
| 360GG Cagliari    | 4    | 2 | 1 | 1 | 0 | 9  | 2  | +7 |
| Fortitudo Pomezia | 2    | 2 | 0 | 2 | 0 | 6  | 6  | 0  |
| Club San Paolo    | 1    | 2 | 0 | 1 | 1 | 6  | 13 | -7 |

| Squadra 1         | Risultato   | Squadra 2         |
| 1ª giornata       | 1ª giornata | 1ª giornata       |
| ----------------- | ----------- | ----------------- |
| Club San Paolo    | 5 - 5       | Fortitudo Pomezia |
| 2ª giornata       |             |                   |
| 360GG Cagliari    | 8 - 1       | Club San Paolo    |
| 3ª giornata       |             |                   |
| Fortitudo Pomezia | 1 - 1       | 360GG Cagliari    |

#### Triangolare 4
| Squadra           | P.ti | G | V | N | P | GF | GS | DR |
| ----------------- | ---- | - | - | - | - | -- | -- | -- |
| Atletico New Team | 6    | 2 | 2 | 0 | 0 | 8  | 2  | +6 |
| United Aprilia    | 3    | 2 | 1 | 0 | 1 | 7  | 6  | +1 |
| Forte Colleferro  | 0    | 2 | 0 | 0 | 2 | 2  | 9  | -7 |

| Squadra 1         | Risultato   | Squadra 2         |
| 1ª giornata       | 1ª giornata | 1ª giornata       |
| ----------------- | ----------- | ----------------- |
| United Aprilia    | 5 - 2       | Forte Colleferro  |
| 2ª giornata       |             |                   |
| Forte Colleferro  | 0 - 4       | Atletico New Team |
| 3ª giornata       |             |                   |
| Atletico New Team | 4 - 2       | United Aprilia    |

### Girone F

#### Triangolare 1
| Squadra        | P.ti | G | V | N | P | GF | GS | DR  |
| -------------- | ---- | - | - | - | - | -- | -- | --- |
| Fuorigrotta    | 6    | 2 | 2 | 0 | 0 | 14 | 3  | +11 |
| Lausdomini     | 3    | 2 | 1 | 0 | 1 | 8  | 6  | +2  |
| Junior Domitia | 0    | 2 | 0 | 0 | 2 | 2  | 15 | -13 |

| Squadra 1      | Risultato   | Squadra 2      |
| 1ª giornata    | 1ª giornata | 1ª giornata    |
| -------------- | ----------- | -------------- |
| Lausdomini     | 6 - 1       | Junior Domitia |
| 2ª giornata    |             |                |
| Junior Domitia | 1 - 9       | Fuorigrotta    |
| 3ª giornata    |             |                |
| Fuorigrotta    | 5 - 2       | Lausdomini     |

#### Triangolare 3
| Squadra         | P.ti | G | V | N | P | GF | GS | DR |
| --------------- | ---- | - | - | - | - | -- | -- | -- |
| Aquile Molfetta | 6    | 2 | 2 | 0 | 0 | 11 | 8  | +3 |
| Manfredonia     | 3    | 2 | 1 | 0 | 1 | 9  | 9  | 0  |
| Canosa          | 0    | 2 | 0 | 0 | 2 | 8  | 11 | -4 |

| Squadra 1       | Risultato   | Squadra 2       |
| 1ª giornata     | 1ª giornata | 1ª giornata     |
| --------------- | ----------- | --------------- |
| Manfredonia     | 4 - 5       | Aquile Molfetta |
| 2ª giornata     |             |                 |
| Canosa          | 4 - 5       | Manfredonia     |
| 3ª giornata     |             |                 |
| Aquile Molfetta | 6 - 4       | Canosa          |

#### Triangolare 2
| Squadra           | P.ti | G | V | N | P | GF | GS | DR  |
| ----------------- | ---- | - | - | - | - | -- | -- | --- |
| Real San Giuseppe | 6    | 2 | 2 | 0 | 0 | 16 | 6  | +10 |
| Parete            | 3    | 2 | 1 | 0 | 1 | 7  | 9  | -2  |
| Alma Salerno      | 0    | 2 | 0 | 0 | 2 | 4  | 12 | -8  |

| Squadra 1         | Risultato   | Squadra 2         |
| 1ª giornata       | 1ª giornata | 1ª giornata       |
| ----------------- | ----------- | ----------------- |
| Alma Salerno      | 1 - 4       | Parete            |
| 2ª giornata       |             |                   |
| Real San Giuseppe | 8 - 3       | Alma Salerno      |
| 3ª giornata       |             |                   |
| Parete            | 3 - 8       | Real San Giuseppe |

#### Triangolare 4
| Squadra          | P.ti | G | V | N | P | GF | GS | DR |
| ---------------- | ---- | - | - | - | - | -- | -- | -- |
| Giovinazzo       | 4    | 2 | 1 | 1 | 0 | 9  | 6  | +3 |
| Capurso          | 3    | 2 | 1 | 0 | 1 | 3  | 4  | -1 |
| Volare Polignano | 1    | 2 | 0 | 1 | 1 | 5  | 7  | -2 |

| Squadra 1        | Risultato   | Squadra 2        |
| 1ª giornata      | 1ª giornata | 1ª giornata      |
| ---------------- | ----------- | ---------------- |
| Capurso          | 2 - 0       | Volare Polignano |
| 2ª giornata      |             |                  |
| Volare Polignano | 5 - 5       | Giovinazzo       |
| 3ª giornata      |             |                  |
| Giovinazzo       | 4 - 1       | Capurso          |

### Girone G

#### Triangolare 1
| Squadra            | P.ti | G | V | N | P | GF | GS | DR |
| ------------------ | ---- | - | - | - | - | -- | -- | -- |
| Traforo            | 6    | 2 | 2 | 0 | 0 | 7  | 3  | +4 |
| Paola              | 1    | 2 | 0 | 1 | 1 | 3  | 5  | -2 |
| Città di Bisignano | 1    | 2 | 0 | 1 | 0 | 6  | 8  | -2 |

| Squadra 1          | Risultato   | Squadra 2          |
| 1ª giornata        | 1ª giornata | 1ª giornata        |
| ------------------ | ----------- | ------------------ |
| Città di Bisignano | 3 - 5       | Traforo            |
| 2ª giornata        |             |                    |
| Paola              | 3 - 3       | Città di Bisignano |
| 3ª giornata        |             |                    |
| Traforo            | 2 - 0       | Paola              |

#### Triangolare 3
| Squadra        | P.ti | G | V | N | P | GF | GS | DR |
| -------------- | ---- | - | - | - | - | -- | -- | -- |
| Ruvo           | 4    | 2 | 1 | 1 | 0 | 9  | 5  | +4 |
| Altamura       | 4    | 2 | 1 | 1 | 0 | 8  | 4  | +4 |
| Diaz Bisceglie | 0    | 2 | 0 | 0 | 2 | 1  | 9  | -8 |

| Squadra 1      | Risultato   | Squadra 2      |
| 1ª giornata    | 1ª giornata | 1ª giornata    |
| -------------- | ----------- | -------------- |
| Altamura       | 4 - 0       | Diaz Bisceglie |
| 2ª giornata    |             |                |
| Diaz Bisceglie | 1 - 5       | Ruvo           |
| 3ª giornata    |             |                |
| Ruvo           | 4 - 4       | Altamura       |

#### Triangolare 2
| Squadra           | P.ti | G | V | N | P | GF | GS | DR |
| ----------------- | ---- | - | - | - | - | -- | -- | -- |
| New Taranto       | 6    | 2 | 2 | 0 | 0 | 8  | 5  | +3 |
| Bernalda          | 3    | 2 | 1 | 0 | 1 | 10 | 10 | 0  |
| Guardia Perticara | 0    | 2 | 0 | 0 | 2 | 9  | 12 | -3 |

| Squadra 1         | Risultato   | Squadra 2         |
| 1ª giornata       | 1ª giornata | 1ª giornata       |
| ----------------- | ----------- | ----------------- |
| Guardia Perticara | 3 - 4       | New Taranto       |
| 2ª giornata       |             |                   |
| Bernalda          | 8 - 6       | Guardia Perticara |
| 3ª giornata       |             |                   |
| New Taranto       | 4 - 2       | Bernalda          |

#### Triangolare 4
| Squadra          | P.ti | G | V | N | P | GF | GS | DR  |
| ---------------- | ---- | - | - | - | - | -- | -- | --- |
| Real Team Matera | 6    | 2 | 2 | 0 | 0 | 20 | 4  | +16 |
| Or.Sa. Aliano    | 3    | 2 | 1 | 0 | 1 | 4  | 12 | -8  |
| Futura Matera    | 0    | 2 | 0 | 0 | 2 | 3  | 11 | -8  |

| Squadra 1        | Risultato   | Squadra 2        |
| 1ª giornata      | 1ª giornata | 1ª giornata      |
| ---------------- | ----------- | ---------------- |
| Futura Matera    | 2 - 9       | Real Team Matera |
| 2ª giornata      |             |                  |
| Or.Sa. Aliano    | 2 - 1       | Futura Matera    |
| 3ª giornata      |             |                  |
| Real Team Matera | 11 - 2      | Or.Sa. Aliano    |

### Girone H

#### Triangolare 1
| Squadra             | P.ti | G | V | N | P | GF | GS | DR |
| ------------------- | ---- | - | - | - | - | -- | -- | -- |
| Cataforio           | 6    | 2 | 2 | 0 | 0 | 9  | 2  | +7 |
| Polistena           | 3    | 2 | 1 | 0 | 1 | 6  | 7  | -1 |
| Polisportiva Futura | 0    | 2 | 0 | 0 | 2 | 4  | 10 | -6 |

| Squadra 1           | Risultato   | Squadra 2           |
| 1ª giornata         | 1ª giornata | 1ª giornata         |
| ------------------- | ----------- | ------------------- |
| Polisportiva Futura | 3 - 5       | Polistena           |
| 2ª giornata         |             |                     |
| Cataforio           | 5 - 1       | Polisportiva Futura |
| 3ª giornata         |             |                     |
| Polistena           | 1 - 4       | Cataforio           |

#### Triangolare 3
| Squadra           | P.ti | G | V | N | P | GF | GS | DR  |
| ----------------- | ---- | - | - | - | - | -- | -- | --- |
| Assoporto Melilli | 4    | 2 | 1 | 1 | 0 | 15 | 2  | +13 |
| Mascalucia Futsal | 3    | 2 | 1 | 0 | 1 | 11 | 14 | -3  |
| Arcobaleno Ispica | 1    | 2 | 0 | 1 | 1 | 3  | 13 | -10 |

| Squadra 1         | Risultato   | Squadra 2         |
| 1ª giornata       | 1ª giornata | 1ª giornata       |
| ----------------- | ----------- | ----------------- |
| Arcobaleno Ispica | 2 - 2       | Assoporto Melilli |
| 2ª giornata       |             |                   |
| Mascalucia Futsal | 11 - 1      | Arcobaleno Ispica |
| 3ª giornata       |             |                   |
| Assoporto Melilli | 13 - 0      | Mascalucia Futsal |

#### Triangolare 2
| Squadra    | P.ti | G | V | N | P | GF | GS | DR |
| ---------- | ---- | - | - | - | - | -- | -- | -- |
| Real Parco | 3    | 2 | 2 | 0 | 0 | 13 | 7  | +6 |
| Mabbonath  | 1    | 2 | 0 | 1 | 1 | 6  | 7  | -1 |
| Akragas    | 1    | 2 | 0 | 1 | 1 | 7  | 12 | -5 |

| Squadra 1   | Risultato   | Squadra 2   |
| 1ª giornata | 1ª giornata | 1ª giornata |
| ----------- | ----------- | ----------- |
| Akragas     | 3 - 3       | Mabbonath   |
| 2ª giornata |             |             |
| Real Parco  | 9 - 4       | Akragas     |
| 3ª giornata |             |             |
| Mabbonath   | 3 - 4       | Real Parco  |

#### Triangolare 4
| Squadra         | P.ti | G | V | N | P | GF | GS | DR |
| --------------- | ---- | - | - | - | - | -- | -- | -- |
| Regalbuto       | 6    | 2 | 2 | 0 | 0 | 12 | 4  | +8 |
| Catania Librino | 3    | 2 | 1 | 0 | 1 | 8  | 11 | -3 |
| Mascalucia      | 0    | 2 | 0 | 0 | 2 | 7  | 12 | -5 |

| Squadra 1       | Risultato   | Squadra 2       |
| 1ª giornata     | 1ª giornata | 1ª giornata     |
| --------------- | ----------- | --------------- |
| Regalbuto       | 6 - 2       | Catania Librino |
| 2ª giornata     |             |                 |
| Catania Librino | 6 - 5       | Mascalucia      |
| 3ª giornata     |             |                 |
| Mascalucia      | 2 - 6       | Regalbuto       |

## Secondo turno
Il secondo turno, in programma il 27 e 28 novembre 2018, prevede due accoppiamenti per ogni girone da disputarsi in gara unica. La composizione degli accoppiamenti è stata definita tramite sorteggio.
| Squadra 1             | Risultato       | Squadra 2         |
| --------------------- | --------------- | ----------------- |
| Bergamo               | 12 - 6 (dts)    | Real Cornaredo    |
| Pavia                 | 2 - 6           | Aosta             |
| Sedico                | 1 - 3           | Fenice            |
| Maccan Prata          | 4 - 6           | Imolese           |
| Città di Massa        | 7 - 3           | Bagnolo           |
| Pro Patria San Felice | 3 - 5           | Sangiovannese     |
| Eta Beta              | 6 - 7           | Buldog Lucrezia   |
| Real Dem              | 2 - 7           | CUS Molise        |
| Active Network        | 4 - 3           | 360GG Cagliari    |
| Italpol Roma          | 3 - 2 (dts)     | Atletico New Team |
| Real San Giuseppe     | 4 - 0           | Aquile Molfetta   |
| Fuorigrotta           | 7 - 3           | Giovinazzo        |
| Ruvo                  | 6 - 0           | New Taranto       |
| Real Team Matera      | 5 - 7           | Traforo           |
| Assoporto Melilli     | 3 - 3 (2-1 dtr) | Cataforio         |
| Real Parco            | 1 - 7           | Regalbuto         |

## Terzo turno
Il terzo turno, disputato tra il 1º dicembre 2018 e il 16 gennaio 2019, prevede un accoppiamento per ogni girone disputato in gara unica. Le 8 squadre vincenti accedono alla fase finale. La composizione degli accoppiamenti è stata definita tramite sorteggio.
| Squadra 1         | Risultato   | Squadra 2         |
| ----------------- | ----------- | ----------------- |
| Aosta             | 8 - 7       | Bergamo           |
| Fenice            | 2 - 4 (dts) | Imolese           |
| Sangiovannese     | 4 - 6       | Città di Massa    |
| CUS Molise        | 3 - 2       | Buldog Lucrezia   |
| Italpol Roma      | 5 - 2       | Active Network    |
| Real San Giuseppe | 5 - 4 (dts) | Fuorigrotta       |
| Traforo           | 4 - 5       | Ruvo              |
| Regalbuto         | 0 - 6       | Assoporto Melilli |

## Fase finale
La fase finale prevede gare a eliminazione diretta di sola andata. Qualora, alla fine dei tempi regolamentari, le gare valevoli per i quarti di finale e/o le gare di semifinale, si concludano con un risultato di parità, la vincente verrà determinata dai tiri di rigore. Limitatamente alla finale, verranno disputati due tempi supplementari di 5 minuti ciascuno. Qualora anche al termine di questi persista la parità, saranno battuti i tiri di rigore. Il sorteggio del tabellone della final eight si è tenuto il 22 febbraio 2019 a Roma presso la sede della Divisione Calcio a 5.

### Tabellone
|  | Quarti di finale | Quarti di finale     | Quarti di finale     |                      |                   | Semifinali        | Semifinali | Semifinali |  |  | Finale | Finale | Finale |  |
|  |                  |                      |                      |                      |                   |                   |            |            |  |  |        |        |        |  |
|  | A                | Aosta                | 4                    |                      |                   |                   |            |            |  |  |        |        |        |  |
|  | A                | Aosta                | 4                    |                      |                   |                   |            |            |  |  |        |        |        |  |
|  | F                | Real San Giuseppe    | 8                    |                      |                   |                   |            |            |  |  |        |        |        |  |
|  | F                | Real San Giuseppe    | 8                    |                      | Real San Giuseppe | Real San Giuseppe | 3          |            |  |  |        |        |        |  |
|  |                  |                      |                      |                      | Real San Giuseppe | Real San Giuseppe | 3          |            |  |  |        |        |        |  |
|  |                  |                      | Assoporto Melilli    | Assoporto Melilli    | 2                 |                   |            |            |  |  |        |        |        |  |
|  | H                | Assoporto Melilli    | Assoporto Melilli    | Assoporto Melilli    | 2                 | 6                 |            |            |  |  |        |        |        |  |
|  | H                | Assoporto Melilli    |                      |                      |                   |                   |            |            |  |  |        |        |        |  |
|  | B                | Imolese              | 3                    |                      |                   |                   |            |            |  |  |        |        |        |  |
|  | B                | Imolese              | 3                    |                      | Real San Giuseppe | Real San Giuseppe | 8          |            |  |  |        |        |        |  |
|  |                  |                      |                      |                      |                   |                   |            |            |  |  |        |        |        |  |
|  |                  |                      | Città di Massa       | Città di Massa       | 4                 |                   |            |            |  |  |        |        |        |  |
|  | E                | Italpol Roma         | Città di Massa       | Città di Massa       | 4                 | 0                 |            |            |  |  |        |        |        |  |
|  | E                | Italpol Roma         |                      |                      |                   |                   |            |            |  |  |        |        |        |  |
|  | G                | Ruvo                 | 6                    |                      |                   |                   |            |            |  |  |        |        |        |  |
|  | G                | Ruvo                 | 6                    |                      | Ruvo              | Ruvo              | 2(0)       |            |  |  |        |        |        |  |
|  |                  |                      |                      |                      | Ruvo              | Ruvo              | 2(0)       |            |  |  |        |        |        |  |
|  |                  |                      | Città di Massa (dcr) | Città di Massa (dcr) | 2(2)              |                   |            |            |  |  |        |        |        |  |
|  | D                | CUS Molise           | Città di Massa (dcr) | Città di Massa (dcr) | 2(2)              | 2(2)              |            |            |  |  |        |        |        |  |
|  | D                | CUS Molise           |                      |                      |                   |                   |            |            |  |  |        |        |        |  |
|  | C                | Città di Massa (dcr) | 2(3)                 |                      |                   |                   |            |            |  |  |        |        |        |  |

### Quarti di finale
| Arbitri: | Giovanni Losacco (Bari) Stefania Candria (Teramo) |
| Crono:   | Andrea Battista (Campobasso)                      |

|                                   |           | |
| Rosa 7'42'’, 36'09'’ Vona 15'10'’ | Marcatori | 5'06'’, 17'44'’ Borsato 9'25'’ (aut.) Fuschino 9'56'’ Bico 15'16'’ Borriello 15'46'’ Calabrese 32'38'’, 38'22'’, 39'26'’ Manfroi |

| Arbitri: | Pietro Vallone (Crotone) Giuseppe Doronzo (Barletta) |
| Crono:   | Antonio Dimundo (Molfetta)                           |

|                                                                              |           |                                          |
| Gianino 7'51'’, 38'54'’ Failla 24'05'’ Rizzo 29'56'’, 35'40'’ Monaco 39'36'’ | Marcatori | 3'35'’ Liberti 32'59'’, 35'26'’ Castagna |

| Arbitri: | Ugo Ciccarelli (Napoli) Leonardo Spano (Olbia) |
| Crono:   | Emilio Romano (Nola)                           |

|                                                       |           |                                    |
| Ippoliti 2'04'’ Paulinho 3'24'’, 38'26'’ Fred 18'13'’ | Marcatori | 4'08'’ Ciliberti 26'15'’ Marquinha |

| Arbitri: | Marco Lupo (Palermo) Stefano Billo (Vicenza) |
| Crono:   | Marco Moro (Latina)                          |

|                                   |                      |                               |
| Cioccia 9'38'’ Di Stefano 31'02'’ | Marcatori            | 33'18'’ Garrote 35'47'’ Ussi  |
| Roman Di Stefano Cioccia          | Tiri di rigore 2 – 3 | Garrote Bandinelli Percivalle |

### Semifinali
| Arbitri: | Angelo Bottini (Roma 1) Michele Desogus (Cagliari) |
| Crono:   | Pierluigi Minardi (Cosenza)                        |

|                                       |           |                            |
| Galletto 23'41'’, 37'08'’ Manfroi 35’ | Marcatori | 4'37'’ Rizzo 19'44'’ Bocci |

| Arbitri: | Alessandro Cannizzaro (Ravenna) Raffaele Buonocore (Castellamare) |
| Crono:   | Gabriele Gerardi (Pescara)                                        |

|                   |                      |                                                        |
| Ciliberti 11'04'’ | Marcatori            | 6'08'’ Garrote 21'26'’ (aut.) Zoppi 31'15'’ Percivalle |
| Ciliberti García  | Tiri di rigore 0 – 2 | Garrote Bandinelli                                     |

### Finale
| Arbitri: | Maurizio Francesco Franco (Como) Francesco Saverio Mancuso (Vibo Valentia) Gianluca Rutolo (Chieti) |
| Crono:   | Marco Bartoli (Nocera Inferiore)                                                                    |

| |            | |
| Manfroi 2'12'’, 38'45'’ Galletto 9'21'’ (rig.) Borsato 19'30'’, 22'44'’, 31'48'’ Bico 23'12'’ Calabrese 30'35'’ | Marcatori  | 1'58'’, 5'36'’ Bandinelli 2'55'’ Berti 7'47'’ Percivalle |
| · Germano Montefalcone · Alexandre Ghiotti · Bico Pelentir · Felipe Manfroi · Luiz Henrique Borsato · Gennaro Galletto · Giuseppe Mele · Alessandro Borriello · Pasquale Suarato · Gaetano Rosbino · Luigi Calabrese · Antonio Orvieto | Formazioni | · Luca Dodaro · Iván Quintín · Matteo Ussi · Leonardo Bandinelli · Federico Berti · Gianmarco Manfredi · Nicholas Carrozzo · Simone Cattani · Andrea Percivalle · Gabriele Salvini · Simone Zoppi · Lorenzo Battelli |
| Andrea Centonze | Allenatori | Riccardo Garzelli |